# 27301 Joeingalls
27301 Joeingalls è un asteroide della fascia principale. Scoperto nel 2000, presenta un'orbita caratterizzata da un semiasse maggiore pari a 2,2338664 UA e da un'eccentricità di 0,0919168, inclinata di 6,40109° rispetto all'eclittica.